# Ballet mécanique (film)
Pour l’article homonyme, voir Ballet mécanique.
Pour plus de détails, voir Fiche technique et Distribution.
Ballet mécanique est un film expérimental dadaïste post-cubiste muet français réalisé par Dudley Murphy et Fernand Léger, sorti en 1924.
Le film — premier film sans réel scénario — est inspiré par l'œuvre éponyme du compositeur américain George Antheil. Seul film réalisé par Fernand Léger, il est considéré comme l'un des chefs-d'œuvre du cinéma expérimental.

## Liminaire
Le film a un titre alternatif inscrit sur un carton au début du film, Charlot présente le ballet mécanique. Charlot est le patronyme d'André Charlot, producteur de film, et également le surnom de Charlie Chaplin. Le film débute en effet par une animation abstraite d'un personnage qui peut faire penser à cet artiste par le chapeau melon et la canne emblématiques de son personnage de Charlot.

## Argument
Le film est un kaléidoscope d'images présentées sur une bande son énergique. Une jeune femme dans un jardin se balance sur une balançoire, une autre sourit. Des cylindres, des pistons, des engrenages et des turbines tournent ou sont en perpétuel mouvement. Des ustensiles de cuisine — casseroles, couvercles de casseroles et entonnoirs — sont disposés en cercles concentriques ou en ligne, au-dessus desquels des voitures passent. Maintes et maintes fois, une femme corpulente portant un gros sac sur son épaule monte les escaliers. Un personnage de dessin animé Art déco apparaît, dansant. Film sans scénario d'un monde tout en mouvement, il est dominé par des images mécaniques et répétitives, où se succèdent objets de la vie quotidienne, personnages et figures géométriques, avec seulement quelques moments de solitude dans un jardin.

## Fiche technique
- Titre : Ballet mécanique

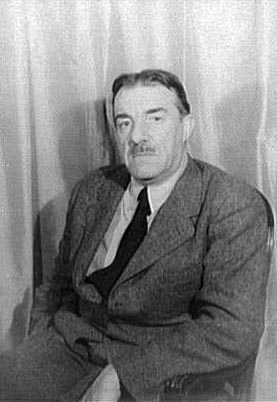
Fernand Léger (1938).

- Titre alternatif : Charlot présente le ballet mécanique
- Réalisation : Fernand Léger, Dudley Murphy
- Scénario : Fernand Léger
- Musique originale (1926) : George Antheil
- Musique (1986) : Michael Nyman
- Photographie : Dudley Murphy, Man Ray
- Pays de production :  France
- Année de sortie : 1924
- Durée des versions conservées au Centre Pompidou: 19 minutes 50 secondes (version de Kiesler) / 17 minutes (version Filmmuseum) / 16 minutes (version Biot) / 13 minutes 48 secondes (version Moritz)
- Durée des versions conservées au MoMa (Museum of Modern Art au New York): 11 minutes 50 secondes (version de Léger)
- Format : Noir et blanc, muet

## Distribution
Personnalités créditées
- Fernand Léger
- Dudley Murphy
- Katherine Murphy
- Katrin Murphy : la fille à la fleur

Personnalité non créditée
- Kiki de Montparnasse : la fille souriante

## Historique
Le film devait utiliser la partition de George Antheil. Cependant, il n'y eut quasiment pas de coordination entre les différents créateurs de l'œuvre et, finalement, à la suite de nombreux désaccords, la partition ne correspondit pas au film. De plus, la partition originale d'Antheil couvrait trente minutes alors que le film totalise une durée de seulement seize minutes. Le film est finalement sorti sans musique originale.
Le 25 août 2000, une copie du film réalisée par Paul Lehrman a été présentée au public accompagnée de sa bande son au Cultuurmarkt van Vlaanderen à Anvers, en Belgique.
Actuellement, le film et le ballet sont considérés comme étant deux œuvres distinctes.
En 2022, une nouvelle partition a été proposée pour une version particulière de Ballet mécanique dans laquelle le film a été inversé et accéléré.

## Ballet mécaniquecomme film synchronisé
Le projet du film reposait sur l'invention de Delacommune, le Synchro-Ciné, qui permettait de synchroniser le défilement du projecteur avec des bandes perforées de piano mécanique commandant des instruments, orgues, pianos, percussions.

## Analyse
L'intérêt que le film porte sur le monde mécanique révèle la fascination des artistes modernes pour la science et la technologie ainsi que leur désillusion envers la modernité. Fasciné par les réclames et les vitrines de magasin, Fernand Léger considère l'objet comme le roi absolu d'une époque marquée par la mécanisation et la standardisation de la production. Dans le Ballet, les instruments mécaniques, y compris les pianos mécaniques, les hélices d'avion, les cloches électriques, les fouets métalliques, les entonnoirs, les pots en cuivre et les couvercles prennent la place de danseurs. Le film joue sur un montage rapide et répétitif. Magnifiés par le gros plan, casseroles, moules à tarte, chapeaux, bouteilles et chaussures deviennent les protagonistes du film, au même titre que le profil de Kiki de Montparnasse au sourire robotisé.
Les images, qui alternent une série de mouvements répétitifs, tant exécutés par des humains que par des outils et machines, expriment avec éloquence la structure et les répétitions inhérentes à la vie quotidienne.

## Exposition
Ballet mécanique est présenté dans le cadre de l'exposition Les Choses. Une histoire de la nature morte au musée du Louvre du 12 octobre 2022 au 23 janvier 2023, parmi les œuvres de l'espace nommé « Les temps modernes », au côté du tableau de Léger Le réveil-matin (1914).